# John Thomas Wilmot Place
Pour les articles homonymes, voir Place.
John Thomas Wilmot Place (21 juin 1880-29 décembre 1952) est un homme politique canadien de la Colombie-Britannique. Il est député provincial social-démocratique de la circonscription britanno-colombienne de Nanaimo City de 1912 à 1916.